# ASNOVA
株式会社ASNOVA（アスノバ、ASNOVA Co.,Ltd.）は、愛知県名古屋市に本社を置き、主に建設工事用足場のレンタル・販売事業を展開している日本の企業。

## 概要
株式会社ASNOVA（アスノバ）は、建設現場やイベントなどで使用される仮設足場「くさび式足場」のレンタルを主力事業とする日本の事業である。2013年12月に福井県敦賀市で「日本レンテクト株式会社」として設立され、後に現社名へ変更された。建設現場の安全性と工程管理の質を高める足場機材を、全国の自社拠点およびパートナー拠点を通じて提供している。海外展開にも積極的でベトナムに現地法人を設立しているほか、シンガポールでは仮設トイレレンタル企業「Qool Enviro」をグループ化し、循環型ビジネスモデルを軸とした事業拡大を進めている。

## 事業・サービス内容
仮設機材「くさび式足場」のレンタル・販売を中心に、国内外で複数の事業を展開している。

### 足場レンタル事業
戸建て住宅や中低層マンション向けに広く使用されている「くさび式足場」を中心とした仮設機材のレンタルサービスを展開しており、全国の中小規模の足場施工業者を主な取引先としている。足場施工業者の間では、仮設機材の保有に伴う在庫負担や、工事の繁忙期と閑散期による機材使用量の変動が課題となっており、必要に応じて柔軟に資材を調達できるレンタルサービスの需要が高まっているとされる。こうした背景のもと、同社の取引先数も増加傾向にある。
2022年10月には、ベトナムに現地法人「ASNOVA VIETNAM Co., Ltd.」を設立し、また日本国内では、パートナー企業と連携して広域にサービスを提供する仕組み「ASNOVA STATION」を展開している。

#### ・足場レンタル
建設現場やイベント会場に向けた仮設足場のレンタルを主力事業とし、主に住宅建築や非住宅建築（工場・オフィス・商業施設など）、改修工事などで利用されている。自社運営の拠点で足場機材の保管・整備を行い、施工はASNOVAではなく、足場工事業者が行っている。

#### ・ASNOVA STATION
地方エリアにおける足場ニーズに対応するため、パートナー企業と協業して展開する協業型レンタル拠点。ASNOVAが機材やノウハウを提供し、地域の企業が拠点を運営するモデルで、2022年より全国で展開を開始。低リスクで開業可能な仕組みにより、足場供給網の地域分散と循環型ビジネスの推進を図っている。

#### ・ASNOVA倶楽部
2025年7月より、足場施工業者向けの月額制会員プラットフォーム「ASNOVA倶楽部」を開始した。会員はポイント還元や割引クーポン、建設業者とのマッチング、カスタマイズ可能な紹介ページなどの特典を利用できる。同サービスは業界特化型の支援策として紹介され、9月末までに会員数を現状比で約2倍の100社程度に拡大する計画である。

### 足場販売事業

#### ・ASNOVA市場
足場機材のオンライン販売プラットフォーム「ASNOVA市場（いちば）」を運営。新品および中古足場の販売を行っており、事業者が必要な資材を効率的に調達できる環境を提供している。資材の再流通促進により、業界全体の資源活用効率向上にも寄与している。

### 海外事業

#### ・ASNOVA VIETNAM Co., Ltd.
ベトナム現地法人を通じて、東南アジア市場における足場レンタルおよび関連ビジネスの展開を図っている。現地建設市場に対応した機材提供および技術支援により、日本で培ったノウハウの国際展開を進めている。

#### ・Qool Enviro Pte.Ltd.
2025年4月にグループ化したシンガポールの仮設トイレレンタル会社。建設現場やイベント向けの仮設トイレの提供に加え、清掃・廃棄物処理などの付帯サービス、さらに手洗い場やシャワーなどのポータブルタイプの衛生設備を含むトータルソリューションを展開。

## 沿革
- 2013年
  - 12月 - 福井県敦賀市にて日本レンテクト株式会社を設立[1]
- 2014年
  - 1月 - 上田建機株式会社と会社分割契約を締結[1]
  - 3月 - 本社所在地を愛知県名古屋市中区に移転[1]
- 2017年
  - 5月 - 本店所在地を愛知県名古屋市中村区に移転[1]
- 2019年
  - 12月 - 商号を日本レンテクト株式会社から株式会社ASNOVAに変更[1]
- 2022年
  - 3月 - パーパス「カセツの力で、社会に明日の場を創りだす。」およびスローガン「明日の場という未来へ。」を策定[12]
  - 3月 - 採用・事業理解促進を目的としたオウンドメディアを開設[12][13]
  - 4月 - 名古屋証券取引所ネクスト市場へ上場（証券コード：9223）[14][15]
  - 10月 - ベトナム現地法人としてASNOVA VIETNAM Co.,Ltd.を設立[10][16]
  - 10月 - パートナー型拠点展開事業「ASNOVA STATION」を開始[8]
- 2023年
  - 5月 - 足場販売ECサイトであるASNOVA市場を開設[17]
  - 12月 - 東京証券取引所グロース市場へ上場（証券コード：9223）[18]。
- 2024年
  - 10月 - 企業YouTubeチャンネル「あすのばチャンネル」を開設
- 2025年
  - 4月 - シンガポールの仮設トイレレンタル企業「Qool Enviro Pte.Ltd.」の全株式を取得し、完全子会社化[11]
  - 7月 - 足場施工業者向けの会員制サービス「ASNOVA倶楽部」の提供を開始[19]

## 社名由来
2019年12月にASNOVA（アスノバ）に社名を変更。「明日の新たな価値を生み出す場所」を創造したいとの思いが込められている。

## 企業理念

### パーパス
カセツの力で、社会に明日の場を創りだす。
株式会社ASNOVAは、2022年3月に企業の存在意義を示すパーパスとして、「カセツの力で、社会に明日の場を創りだす。」を策定した。
この「カセツ」とは、「仮説」と「仮設」の二つの意味を持ち、仮説を立ててそれを仮設で検証するというサイクルを通じて、お客様や社会の課題解決に取り組む姿勢を表している。
また、「明日の場」は、ASNOVAの社名の由来でもある「明日の新たな価値を生み出す場所」を意味し、同社が新たな領域への挑戦を続け、社会に意義のある価値を創出することを目指す想いを込めている。
同社はパーパスを経営の指針とし、これを軸に既存事業や新規事業に挑戦している。

## 事業所
日本国内に営業所5拠点、機材センター39拠点（直営機材センター23拠点・パートナー機材センター16拠点）を展開しており、詳細は公式サイトの拠点に掲載されている。

## グループ会社
ASNOVA VIETNAM Co., Ltd.

Qool Enviro Pte.Ltd.